# Association francophone des utilisateurs de logiciels libres
Pour les articles homonymes, voir Aful.
 (novembre 2017).
L'Association francophone des utilisateurs de logiciels libres (AFUL) a pour principal objectif de promouvoir, directement ou indirectement, les logiciels libres et notamment les systèmes d'exploitation libres comme GNU/Linux ou les systèmes BSD libres, ainsi que l'usage des standards ouverts. L'AFUL est une association française à but non lucratif de type loi de 1901 qui regroupe des utilisateurs, des professionnels du logiciel libre, des entreprises commerciales ainsi que d'autres associations, installés dans une dizaine de pays ou de régions francophones (France, Belgique, Suisse, Québec, Afrique francophone).
L'AFUL a été fondée en 1998 par Stéfane Fermigier, Bernard Lang, Jean-Pierre Laisné, Nat Makarevitch et Thierry Stœhr. Jusqu'au 31 janvier 2009, date du vote du changement de nom long de l'association en assemblée générale, AFUL signifiait Association Francophone des Utilisateurs de Linux et des Logiciels Libres

## Activité
L'AFUL maintient une liste canonique des Groupes d'Utilisateurs de Linux / de logiciels libres (GUL), ou Linux Users' Groups (LUG) en anglais[source insuffisante].
Elle a un accord cadre avec le Ministère de l'Éducation nationale, de la Recherche et de la Technologie[source insuffisante] (depuis 1998) et un accord-cadre avec l'Agence universitaire de la Francophonie[source insuffisante] (depuis 1999).
L'association est présente au Conseil supérieur de la propriété littéraire et artistique (CSPLA) où son Vice-Président est membre.
À la fin des années 2000, l'association milite contre un accord-cadre entre Microsoft et le Ministère de la Défense.
Au début des années 2010, l'association développe le site « Non aux racketiciels », visant à forcer les constructeurs d'ordinateurs à ne pas facturer à leurs clients des logiciels dont ils ne veulent pas. Cette campagne aboutit à la condamnation de plusieurs constructeurs,.

## Membres notables
- Roberto Di Cosmo, anciennement Maître de Conférences en Informatique à l'École Normale Supérieure de Paris, et aujourd'hui Professeur d'Informatique à l'Université Paris 7 Denis-Diderot, ancien vice-président du groupe thématique « logiciel libre » du pôle de compétitivité Systematic Paris-Region, fondateur de Software Heritage.
- Stefane Fermigier, ancien président de l'AFUL, ancien président du groupe thématique « logiciel libre » du pôle de compétitivité Systematic Paris-Region, co-président du CNLL, président de l'APELL, fondateur des sociétés Nuxeo et Abilian.
- Bernard Lang, ancien vice-président de l'AFUL, ancien directeur de recherche à l'INRIA, administrateur de la FFII
- François Elie, administrateur de l'AFUL, Président de l'ADULLACT
- Tristan Nitot, ancien président de Mozilla-Europe
- Pierre Jarillon, vice-président de l'ABUL et personnage moteur en matière d'interopérabilité au sein du groupe de travail interop de l'AFUL